# 인디테리움
인디테리움(Inditherium)은 트라이아스기 후기, 지금의 인도에 살았던 키노돈트이다. 인디테리움속에는 단일종이자 모식종인 인디테리움 플로리스(Inditherium floris)이다. 인디테리움의 화석은 마디아프라데시주의 티키 층(Tiki Formation)에서 발견되었다.